# Европско првенство у атлетици у дворани 1970 — бацање кугле за мушкарце
Такмичење у бацању кугле у мушкој конкуренцији на 1. Европском првенству у атлетици у дворани 1970. одржано је у Градској дворани у Бечу 15. марта.

## Земље учеснице
Учествовало је 10 бацача кугле из 7 земаља.
1. Источна Немачка (2)
2. Југославија (1)
3. Совјетски Савез  (1)
4. Турска (1)
5. Фтранцуска (3)
6. Чехословачка (1)
7. Шведска (1)

## Рекорди
Извор:
| Рекорди пре почетка Европског првенства у дворани 1970.     | Рекорди пре почетка Европског првенства у дворани 1970. | Рекорди пре почетка Европског првенства у дворани 1970. | Рекорди пре почетка Европског првенства у дворани 1970. | Рекорди пре почетка Европског првенства у дворани 1970. | Рекорди пре почетка Европског првенства у дворани 1970. |                                          |
| ----------------------------------------------------------- | ------------------------------------------------------- | ------------------------------------------------------- | ------------------------------------------------------- | ------------------------------------------------------- | ------------------------------------------------------- | ---------------------------------------- |
| Светски рекорд                                              | Ренди Матсон                                            | САД                                                     | 21,08                                                   | Форт Ворт, САД                                          | 10. фебруар 1967.                                       |                                          |
| Европски рекорд у дворани                                   | ?                                                       |                                                         |                                                         |                                                         |                                                         |                                          |
| Рекорди европских првенстава                                | Ово је прво Европско првенство у дворани                | Ово је прво Европско првенство у дворани                | Ово је прво Европско првенство у дворани                | Ово је прво Европско првенство у дворани                | Ово је прво Европско првенство у дворани                | Ово је прво Европско првенство у дворани |
| Рекорди после завршеног Европског првенства у дворани 1970. |                                                         |                                                         |                                                         |                                                         |                                                         |                                          |
| Европски рекорд у дворани                                   | Хартмут Бризеник                                        | Источна Немачка                                         | 20,22                                                   | Беч Аустрија                                            | 15. март 1970.                                          |                                          |
| Рекорди европских првенстава                                | Хартмут Бризеник                                        | Источна Немачка                                         | 20,22                                                   | Беч Аустрија                                            | 15. март 1970.                                          |                                          |

## Освајачи медаља
|                                  |                                        |                       |
| Хартмут Бризеник Источна Немачка | Хајнц-Јоаким Ротенбург Источна Немачка | Пјер Колнар Француска |

## Резултати
Због малог броја учесника није било квалификација и сви су учествовали у финалу.

### Коначан пласман
| Пласман | Атлетичар              | Земља           | бацања | бацања | бацања | бацања | бацања | бацања | Резултат | Белешка        |
| Пласман | Атлетичар              | Земља           | 1      | 2      | 3      | 4      | 5      | 6      | Резултат | Белешка        |
| ------- | ---------------------- | --------------- | ------ | ------ | ------ | ------ | ------ | ------ | -------- | -------------- |
|         | Хартмут Бризеник       | Источна Немачка | 19,53  | 19,61  | 19,53  | 19,72  | 19,65  | 20,22  | 20,22    | ЕРд, РЕПд, НРд |
|         | Хајнц-Јоаким Ротенбург | Источна Немачка | x      | 19,50  | x      | 19,17  | 19,65  | 19,70  | 19,70    |                |
|         | Пјер Колнар            | Француска       | 18,96  | 18,20  | 18,81  | x      | 18,33  | x      | 18,96    |                |
| 4.      | Ив Брузе               | Француска       | 18,96  | 18,20  | 18,81  | x      | 18,33  | x      | 18,96    |                |
| 5.      | Едуард Гушчин          | Совјетски Савез | 18,39  | 18,19  | 17,78  | 18,28  | 18,35  | 18,34  | 18,39    |                |
| 6.      | Тор Карлсон            | Шведска         | 17,49  | 17,33  | 18,30  | 17,63  | 18,33  | 17,18  | 18,33    |                |
| 7.      | Иван Иванчић           | Југославија     | 17,22  | 18,15  | x      | x      | 18,00  | x      | 18,15    |                |
| 8.      | Arnjolt Beer           | Француска       | x      | 17,83  | 18,03  | 17,63  | 17,88  | x      | 18,03    |                |
| 9.      | Мирослав Јаноушек      | Чехословачка    |        |        |        |        |        |        | 17,78    |                |
| 10.     | Тахсин Албарјак        | Турска          |        |        |        |        |        |        | 14,64    |                |